# Apaščia (rejon rakiszecki)
Apaščia − wieś na Litwie, w okręgu poniewieskim, w rejonie rakiszeckim, w gminie Ponedele. W 2011 roku liczyła 126 mieszkańców.